# Litiofilite
Litiofilite é um mineral de cor rosada e castanho-escuro. A litiofilite é um mineral raro, que geralmente está associado a outros fosfatos, à espodúmena e ao berilo em pegmatitos.

## Características
- Brilho: Resinoso
- Dureza: 4,5-5
- Densidade: 3,5
- Composição química: LiMnPO4.

Cristaliza no sistema ortorrômbico. Constitui uma série isomorfa com a trifilite.